# Bronx Sistas

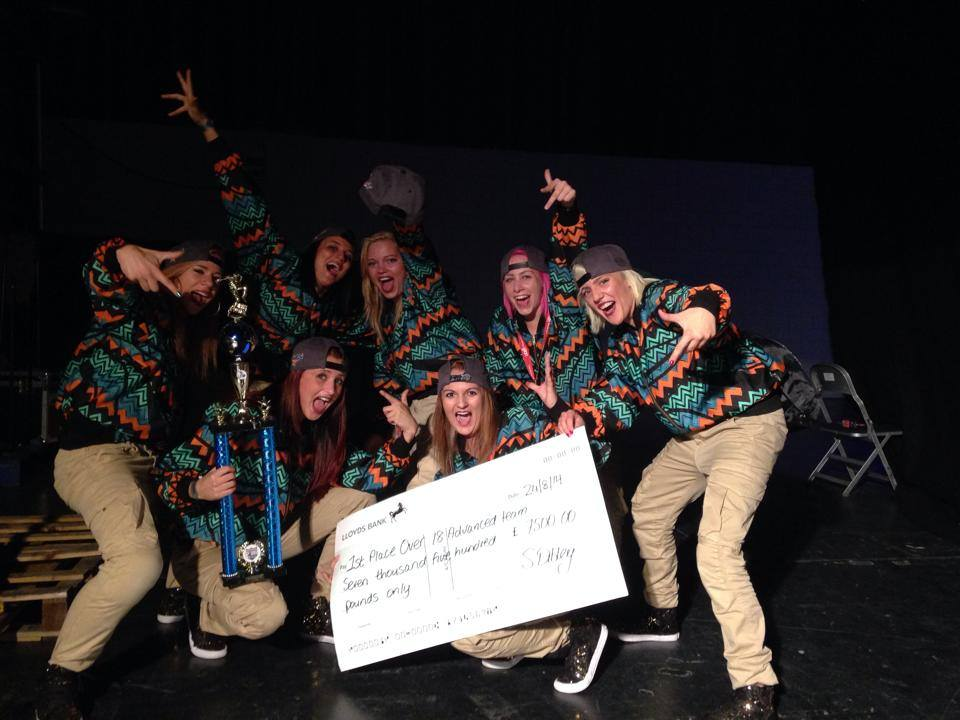
Bronx Sistas (2014)

Bronx Sistas ist eine deutsche Hip-Hop-Tanzgruppe aus Rastatt.

## Geschichte
Gegründet wurde die Formation im Jahr 2004. Sie besteht aus den sieben Tänzerinnen Giusi Marrali, Sabrina Ebert, Everly Höschele, Melissa Melinda Mazzola, Julia Lein, Sabrina Ams und Sara Majorczyk (seit 2016).
Die Gruppe erreichte ihren tänzerischen Höhepunkt mit dem Weltmeistertitel im Hip-Hop-Streetdance der United Dance Organisation (Glasgow, 2014). Im selben Jahr nahm Bronx Sistas an der zweiten Staffel der deutschen Castingshow Got to Dance teil. Sie konnten das Halbfinale erreichen.
2017 präsentierten die Bronx Sistas mit tänzerischer Einlage eine neue Modekollektion der Marke Sportalm bei der Berlin Fashion Week.
Zwei Gruppenmitglieder, Giusi Marrali und Sabrina Ebert, leiten in Rastatt eine eigene Tanzschule namens Dance Passion.
Seit 2021 ist die Gruppe auf sozialen Medien aktiv und postet regelmäßig Videos auf verschiedenen Plattformen.

## Sportliche Erfolge
- 2018: 1. Platz Deutsche Meisterschaft, Hip Hop United
- 2017: 5. Platz Europameisterschaft, United Dance Organisation
- 2014: 1. Platz Weltmeisterschaft, United Dance Organisation
- 2014: 1. Platz Süddeutsche Meisterschaft, United Dance Organisation
- 2013: 2. Platz Europameisterschaft, United Dance Organisation
- 2013: 2. Platz Deutsche Meisterschaft, United Dance Organisation
- 2012: 5. Platz Europameisterschaft, United Dance Organisation
- 2011: 2. Platz Deutsche Meisterschaft, German Dance Masters
- 2010: Teilnahme Weltmeisterschaft, Hip Hop International, Las Vegas

## Auszeichnungen
- 2014: Mannschaft des Jahres – Sportlerehrung der Stadt Rastatt[5]